# Shutterstock
Shutterstock est un microstock qui propose des photographies, des images et des clips sans redevance, mais soumis aux termes de l'une des deux licences proposées par la société (standard ou supérieure). En avril 2010, la société déclare offrir plus de 10 millions de photographies.

## Histoire

### Évolution récente (2015-présent)
En 2015, Shutterstock achète en janvier Rex Features, qui était alors la plus grande agence de presse photo indépendante d'Europe pour 33 millions de dollars et PremiumBeat, un service de musique et d'effets sonores, pour 32 millions de dollars. Penske Media Corporation forme un partenariat avec Shutterstock en juin pour obtenir des licences d'images de divertissement et de mode. Selon les termes de l'accord, d'ici 2016, Shutterstock aurait un droit et une licence exclusifs sur les archives de PMC, qui comprenaient des magazines tels que Variety, Women's Wear Daily et Deadline. Selon Crain's, avec ce partenariat, « Shutterstock entre dans le monde des tapis rouges et des défilés de mode, et prend un fournisseur clé de photos et de vidéos de mode et de divertissement à son rival Getty Images. ». La société a également acquis BEImages (autre grande agence de presse photo indépendante).
En 2016, la société compte en mars « plus de 100 000 contributeurs » ; 70 millions d'images ; et 4 millions de clips vidéo disponibles à la vente et sous licence. Ce mois-là, Shutterstock a annoncé qu'elle distribuerait du matériel de l'Associated Press aux États-Unis, avec un accord d'une durée de 3 ans et couvrant 30 millions de photos et environ 2 millions de vidéos. Les photos devaient être mises en ligne en avril. Selon Entrepreneur, Shutterstock avait également une « base de clients actifs de 1,4 million de personnes dans 150 pays ». 
En juillet, Shutterstock annonce un partenariat avec les produits publicitaires de Google, notamment AdSense, AdWords et AdMob. L'intégration permet aux spécialistes du marketing qui créent des publicités Google d'accéder directement aux images Shutterstock et de suivre les performances des publicités via l'API Shutterstock.  
En 2018, Shutterstock annonce en février investir 15 millions de dollars dans la société chinoise ZCool, s'appuyant sur la relation opérationnelle que les deux entreprises entretiennent depuis 2014, lorsque ZCool est devenu le distributeur exclusif du contenu créatif de Shutterstock en Chine. Webdam, que Shutterstock a elle-même acquis en 2014, a été vendu à Bynder, basé à Amsterdam, pour 49,1 millions de dollars afin d'éloigner la stratégie de Shutterstock de la gestion des actifs numériques. Shutterstock a ensuite conclu un partenariat avec Tencent Social Ads, la filiale de publicité en ligne de Tencent. En mai 2018, Watson Content Hub d'IBM, un système de gestion de contenu (CMS) permettant aux spécialistes du marketing de créer du contenu à l'aide de l'outil de recherche IBM Watson AI a annoncé son partenariat avec Shutterstock, à compter de juillet 2018.
En mai 2020, la société met à jour sa structure de revenus des contributeurs à compter du 1er juin, passant d'un taux forfaitaire minimum à un modèle basé sur un pourcentage. Les revenus des contributeurs peuvent être réduits du paiement minimum précédent par image téléchargée de 25 cents à 10 cents, soit 15 % des ventes, au niveau d'entrée, les notes des auteurs étant remises à zéro au début de chaque année. De nombreux photographes ont exprimé leur opposition aux nouveaux changements.
En mai 2022, la société a acquis Pond5, une place de marché en ligne pour les vidéos libres de droits et éditoriales, composée de plus de 30 millions de clips vidéo, 1,6 million de morceaux de musique et 1,7 million d'actifs d'effets sonores à l'époque pour 210 millions de dollars. Également en mai 2022, la société a acquis Splash News, un réseau d'informations de divertissement pour les salles de presse et les sociétés de médias. 
En 2023, Shutterstock annonce vouloir acheter Giphy à Meta Platforms pour 53 millions de dollars en espèces en mai 2023, après que Meta ait reçu l'ordre de la Competition and Markets Authority du Royaume-Uni de s'en séparer. En juillet 2023, Shutterstock annonce un partenariat de six ans avec OpenAI dans lequel il fournirait l'accès à ses bibliothèques audio, vidéo et image en tant que données de formation pour DALL-E. En retour, OpenAI fournirait des capacités d'IA générative aux utilisateurs mobiles de Shutterstock via la base de données Giphy.
En 2024, Shutterstock a conclu un accord pour acquérir Envato (pour 245 millions de dollars en espèces) en mai 2024, ajoutant 650 000 abonnés Envato à sa base d'abonnés et augmentant sa bibliothèque de ressources créatives. L'acquisition a été officiellement finalisée fin juillet 2024.
En janvier 2025, Getty Images annonce l'acquisition de Shutterstock, valorisant l'ensemble à 3,7 milliards de dollars.

## Critiques
En juillet 2020, les utilisateurs de Wikimedia Commons signalent un vol généralisé de droits d'auteur sur Shutterstock. Des images de nombreux contributeurs de Wikimedia Commons étaient hébergées sur le site de Shutterstock, qui a été informé du problème dès avril 2020, mais n'avait encore pris en 2022 aucune mesure de suppression des images en question, ni versé ou offert aucune compensation.

### Présence et influence croissante de l'intelligence artificielle (IA)
Depuis 2023, on observe une forte tendance à l'« algorithmisation » des microstocks d'images, images qui quand elles ne sont pas elles-mêmes générées par des IA, sont étudiées par des éditeurs graphiques et des éditeurs de mots-clés voire dotées de légendes multilingues, créés de manière semi-automatiques, qui créent des proto-classifications de plus en plus complexes et dynamiques, ouvertes aux moteurs de recherche. 
Cette algorithmisation est une nouvelle forme d'exploitation du travail des producteurs d'images, que Romele et Severo (2023) assimilent à une forme de travail numérique, qui a « des effets symboliques sur le contenu de l’image ainsi que sur les attentes et l’imaginaire des gens à l’égard de ces contenus ». Ils ont étudié les représentations visuelles de l’intelligence artificielle (IA), généralement faites par des IA, disponibles en centaines de milliers de versions différentes, qui se propagent sur le Web et au-delà, en modifiant l'imaginaire collectif et les imaginaires qui contribuent au succès de l’IA au-delà de son efficacité concrète. Ils affirment que, malgré ses particularités, la production d’images de microstock est une forme paradigmatique de travail numérique en raison de sa convergence vers l’algorithmisation et montrent comment, pour les images représentant l’IA, la boucle algorithmique de l’imagerie est complète.